# 高加索伊玛目国
高加索伊玛目國（阿拉伯语：‎  )是19世纪早期至中期北高加索的伊玛目在高加索戰爭期间与俄罗斯帝国作战時在北高加索地区的达吉斯坦和车臣地區建立的一个国家。
後期高加索伊玛目国的伊瑪目沙米勒希望英國能支援它，但英国當局並未付諸行動。 1859年，伊瑪目沙米勒向亚历山大二世投降。